# Ostrow
Ostrow (russisch О́стров, deutsch „Insel“) ist eine 21.668 Einwohner (Stand 14. Oktober 2010) zählende Stadt in Russland in der Oblast Pskow. Sie liegt 55 km südlich von Pskow, am Fluss Welikaja, der in den Peipussee mündet.

## Geschichte
Der Ort wurde erstmals 1342 erwähnt. Zu jener Zeit war er eine Festung auf einer Insel (daher auch der Name) im Welikaja-Fluss. Die Lage an der westlichen Grenze der russischen Fürstentümer machte den Ort jahrhundertelang zu einem bevorzugten Angriffsziel ausländischer Eroberer. 1502 konnte die Festung einem Feldzug des Livländischen Ordens nicht standhalten und wurde daraufhin nahezu vollständig niedergebrannt und ausgeplündert. Außerdem wurde Ostrow im 16. Jahrhundert mehrmals von polnischen Interventen angegriffen. Erst 1582 kam es endgültig an das Zarentum Russland.
In den folgenden Jahrhunderten verlor Ostrow zunehmend seine Bedeutung als Festung, und nach den erfolgreichen Kriegszügen Peter des Großen Anfang des 18. Jahrhunderts war es auch keine Grenzstadt mehr. Eine gewisse Bedeutung erlangte der Ort im späten 18. Jahrhundert als Handelsplatz für Lein. Den Stadtstatus erhielt Ostrow mit der Gebietsreform 1777.
Während des deutschen Angriffs im Zweiten Weltkrieg war Ostrow zeitweise von der Wehrmacht besetzt und konnte unter anderem mithilfe von Partisanen wieder befreit werden. Einige von ihnen wurden von den Deutschen gefangen und hingerichtet, woran heute ein Mahnmal in der Stadt erinnert.

### Bevölkerungsentwicklung
| Jahr | Einwohner |
| ---- | --------- |
| 1897 | 6.268     |
| 1926 | 8.094     |
| 1939 | 12.849    |
| 1959 | 17.646    |
| 1970 | 22.369    |
| 1979 | 26.533    |
| 1989 | 29.060    |
| 2002 | 25.078    |
| 2010 | 21.688    |

Anmerkung: Volkszählungsdaten

## Wirtschaft und Verkehr
In Ostrow ist die Industrie nur in geringem Maße vertreten, unter anderem durch ein Elektromotorenwerk und mehrere Nahrungsmittelfabriken. In der Stadtumgebung wird bis heute Lein angebaut.

## Sehenswürdigkeiten

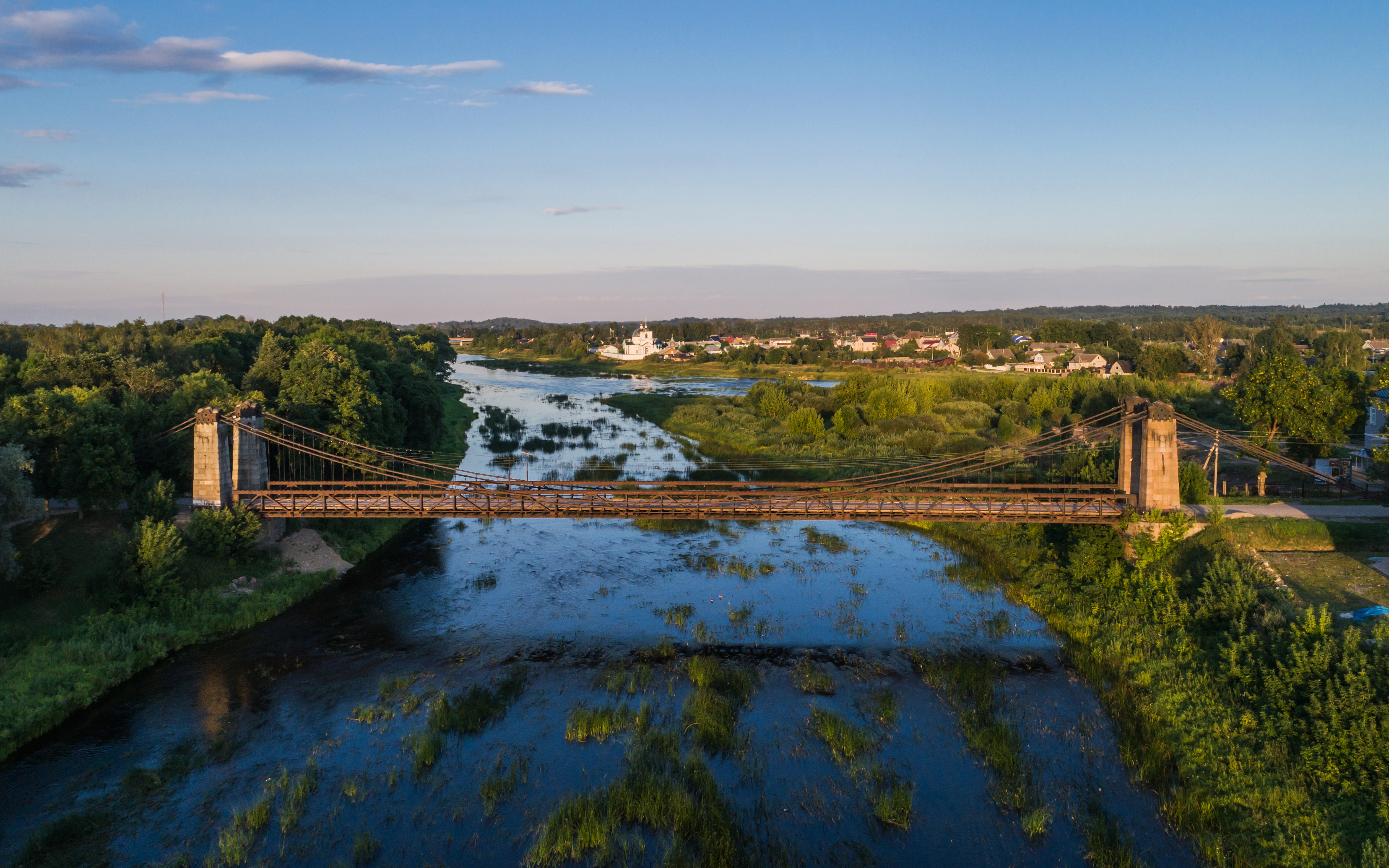
Kettenbrücke in Ostrow

Unter den Bauwerken der Stadt ist vor allem die Kettenbrücke über den Welikaja-Fluss aus den 1850er-Jahren markant. Sie wurde 1851–53 erbaut. Erhalten sind auch mehrere historische Kirchengebäude, wie die Dreifaltigkeitskathedrale (1790).

## Militär
Auf dem nahegelegenen Militärflugplatz Ostrow ist seit 2013 die 15. Heeresflieger-Brigade stationiert, die mit Kampfhubschraubern vom Typ Mi-28N, Ka-52 und Mi-35M und schweren Transporthubschraubern Mi-26 ausgerüstet ist.

## Söhne und Töchter der Stadt
- Wassili Merkurjew (1904–1978), Schauspieler, Schauspiellehrer und Theaterregisseur
- Oleg Belawenzew (* 1949), Politiker und Vizeadmiral
- Alexander Iwanow (* 1962), Unternehmer und Kunstsammler; Gründer des Fabergé Museums in Baden-Baden
- Michail Iwanow (* 1977), Skilangläufer
- Michail Sjamjonau (* 1986), belarussischer Skilangläufer und Biathlet